# Anacamptorrhina fulgida
Anacamptorrhina fulgida är en skalbaggsart som beskrevs av Wallace 1867. Anacamptorrhina fulgida ingår i släktet Anacamptorrhina och familjen Cetoniidae. Inga underarter finns listade i Catalogue of Life.